# Elric le nécromancien
Elric le nécromancien (titre original : The Weird of the White Wolf) est un recueil de nouvelles d’heroic fantasy écrites par Michael Moorcock et publié en France en 1977 ; il met en scène les aventures d'Elric de Melniboné, une incarnation du champion éternel. Il fait partie du Cycle d'Elric.
En 1971, le Français Philippe Druillet a illustré une adaptation en bande dessinée réalisée par Michel Demuth d'histoire d'Elric sous le nom La Saga d'Elric le nécromancien.

## Résumé
Il comporte quatre nouvelles :
- Le Songe du comte Aubec (Elric n'apparaît pas dans cette nouvelle) ;
- La cité qui rêve (1961), qui relate la chute de l'Empire de Melniboné ;
- Tandis que rient les dieux (1961), dans laquelle Elric part à la recherche du Livre des Dieux Morts ;
- La Citadelle qui chante, où Elric rencontre pour la première fois Theleb K'aarna et Yishana.